# یانووک دروگی
یانووک دروگی (به لاتین: Janówek Drugi) یک روستا در لهستان است که در گمینا یابووننا (استان ماسوویان) واقع شده‌است. یانووک دروگی ۱۶۰ نفر جمعیت دارد.